# Xx (album)
xx là album đầu tay của ban nhạc indie pop người Anh The xx, được phát hành ngày 14 tháng 8 năm 2009 bởi hãng Young Turks, hãng đĩa con của XL Recordings. Album được thu âm trong khoảng từ tháng 12 năm 2008 tới tháng 2 năm 2009 ngay sau khi ban nhạc có được hợp đồng thu âm cùng XL. Kỹ thuật viên âm thanh Rodaidh McDonald là người trực tiếp chỉnh âm cho toàn bộ album, sử dụng hiệu ứng âm thanh và phần beat thu âm bởi thành viên Jamie Smith.
Cho dù ban nhạc The xx chịu nhiều ảnh hưởng từ làn sóng R&B, album này lại được chú ý nhiều hơn bởi những yếu tố alternative rock, electronica và post-punk, với những hòa âm tối giản và phong cách beats hiện đại của Smith, khả năng chơi bass của Oliver Sim, và guitar điện của Baria Qureshi cũng như Romy Madley Croft – người thường xuyên thu âm ngược trong suốt quá trình sản xuất album. Hầu hết các ca khúc đều do Croft và Sim song ca với phần ca từ nói về tình yêu, suy tư, sự mất mát và dục vọng.
xx nhận được những đánh giá chuyên môn vô cùng tích cực, và được công nhận rộng rãi là một trong những album xuất sắc nhất của năm 2009. Doanh thu của album vẫn ổn định trong nhiều năm sau, và là một trong những album bán chạy tại Anh và Mỹ. Nếu như ban đầu giới truyền thông không dành nhiều thiện cảm cho ban nhạc, nhưng thành công của album sau đó đã giúp họ chiến thắng tại Giải Mercury cho "Album của năm" vào năm 2010.
Baria Qureshi rời nhóm không lâu sau khi album ra mắt, tuy nhiên The xx tiếp tục lưu diễn và hoạt động với đội hình ba người. Album cũng là nguồn cảm hứng cho nhiều nghệ sĩ, đặc biệt cho các ban nhạc indie. Năm 2013, xx được tạp chí NME xếp hạng 237 trong danh sách "500 album vĩ đại nhất mọi thời đại".

## Danh sách ca khúc
Tất cả lời bài hát được viết bởi Oliver Sim và Romy Madley Croft, ngoại lệ được ghi chú bên; tất cả nhạc phẩm được soạn bởi Baria Qureshi, Jamie Smith, Sim và Croft, ngoại lệ được ghi chú bên.
| STT              | Nhan đề                                                       | Thời lượng |
| ---------------- | ------------------------------------------------------------- | ---------- |
| 1.               | "Intro"                                                       | 2:07       |
| 2.               | "VCR"                                                         | 2:57       |
| 3.               | "Crystalised"                                                 | 3:21       |
| 4.               | "Islands"                                                     | 2:40       |
| 5.               | "Heart Skipped a Beat"                                        | 4:02       |
| 6.               | "Fantasy" (lyrics by Sim)                                     | 2:38       |
| 7.               | "Shelter" (ca từ bởi Croft; sáng tác bởi Smith, Sim và Croft) | 4:30       |
| 8.               | "Basic Space"                                                 | 3:08       |
| 9.               | "Infinity"                                                    | 5:13       |
| 10.              | "Night Time"                                                  | 3:36       |
| 11.              | "Stars"                                                       | 4:22       |
| Tổng thời lượng: | Tổng thời lượng:                                              | 38:34      |

| iTunes Store bonus track | iTunes Store bonus track                  | iTunes Store bonus track |
| STT                      | Nhan đề                                   | Thời lượng               |
| ------------------------ | ----------------------------------------- | ------------------------ |
| 12.                      | "Hot Like Fire" (bản hát lại của Aaliyah) | 3:31                     |

| Bonus track đĩa than limited edition | Bonus track đĩa than limited edition | Bonus track đĩa than limited edition |
| STT                                  | Nhan đề                              | Thời lượng                           |
| ------------------------------------ | ------------------------------------ | ------------------------------------ |
| 12.                                  | "VCR" (Matthew Dear Remix)           | 4:54                                 |

| Rough Trade limited edition bonus disc | Rough Trade limited edition bonus disc        | Rough Trade limited edition bonus disc |
| STT                                    | Nhan đề                                       | Thời lượng                             |
| -------------------------------------- | --------------------------------------------- | -------------------------------------- |
| 1.                                     | "Do You Mind?" (bản hát lại của Klya)         | 3:47                                   |
| 2.                                     | "Hot Like Fire" (bản hát lại của Aaliyah)     | 3:34                                   |
| 3.                                     | "Teardrops" (bản hát lại của Womack & Womack) | 3:50                                   |

| Đĩa than | Đĩa than                                  | Đĩa than   |
| STT      | Nhan đề                                   | Thời lượng |
| -------- | ----------------------------------------- | ---------- |
| 1.       | "Intro"                                   | 2:07       |
| 2.       | "VCR"                                     | 2:57       |
| 3.       | "Crystalised"                             | 3:21       |
| 4.       | "Islands"                                 | 2:40       |
| 5.       | "Heart Skipped a Beat"                    | 4:02       |
| 6.       | "Hot Like Fire" (bản hát lại của Aaliyah) | 3:31       |
| 7.       | "Fantasy"                                 | 2:38       |
| 8.       | "Shelter"                                 | 4:30       |
| 9.       | "Basic Space"                             | 3:08       |
| 10.      | "Infinity"                                | 5:13       |
| 11.      | "Night Time"                              | 3:36       |
| 12.      | "Stars"                                   | 4:22       |

## Thành phần tham gia sản xuất
Theo phụ chú bìa đĩa
The xx
- Romy Madley Croft – guitar, hát.
- Oliver Sim – bass, hát.
- Jamie Smith – beats, sản xuất, thu âm, trộn âm.
- Baria Qureshi – keyboards, guitar.

Nghệ sĩ khác
- Rodaidh McDonald – trộn âm, kỹ thuật viên âm thanh.
- Nilesh Patel – kỹ thuật viên âm thanh.
- Phil Lee – chỉ đạo nghệ thuật, thiết kế.

## Xếp hạng
| Bảng xếp hạng (2009–12)           | Vị trí cao nhất |
| --------------------------------- | --------------- |
| American Albums Chart             | 92              |
| American Independent Albums Chart | 9               |
| Australian Albums Chart           | 40              |
| Austrian Albums Chart             | 24              |
| Belgian Albums Chart (Flanders)   | 9               |
| Belgian Albums Chart (Wallonia)   | 41              |
| British Albums Chart              | 3               |
| British Indie Albums Chart        | 1               |
| Canadian Albums Chart             | 91              |
| Chinese Albums Chart              | 12              |
| Danish Albums Chart               | 32              |
| Dutch Albums Chart                | 29              |
| European Albums Chart             | 12              |
| Finnish Albums Chart              | 10              |
| French Albums Chart               | 35              |
| German Albums Chart               | 54              |
| Greek Albums Chart                | 41              |
| Irish Albums Chart                | 14              |
| Irish Independent Albums Chart    | 1               |
| New Zealand Albums Chart          | 13              |
| Norwegian Albums Chart            | 23              |
| Scottish Albums Chart             | 4               |
| Spanish Albums Chart              | 73              |
| Swedish Albums Chart              | 39              |
| Swiss Albums Chart                | 52              |

| Bảng xếp hạng (2009)            | Vị trí |
| ------------------------------- | ------ |
| Belgian Albums Chart (Flanders) | 98     |
| French Albums Chart             | 182    |

| Bảng xếp hạng (2010)              | Vị trí |
| --------------------------------- | ------ |
| American Independent Albums Chart | 15     |
| British Albums Chart              | 36     |
| Belgian Albums Chart (Flanders)   | 18     |
| European Albums Chart             | 71     |
| French Albums Chart               | 148    |

## Chứng chỉ
| Quốc gia | Chứng nhận  | Số đơn vị/doanh số chứng nhận |
| --- | ----------- | ----------------------------- |
| Úc (ARIA) | Vàng        | 35.000^                       |
| Bỉ (BEA) | Vàng        | 0*                            |
| Canada (Music Canada) | Bạch kim    | 80.000‡                       |
| Đan Mạch (IFPI Đan Mạch) | Vàng        | 10.000^                       |
| Đức (BVMI) | Vàng        | 150.000^                      |
| Anh Quốc (BPI) | 2× Bạch kim | 612,000                       |
| Hoa Kỳ (RIAA) | Vàng        | 350,000                       |
| * Chứng nhận dựa theo doanh số tiêu thụ. ^ Chứng nhận dựa theo doanh số nhập hàng. ‡ Chứng nhận dựa theo doanh số tiêu thụ và phát trực tuyến. |             |                               |